# Oniscicula oniscicula
Oniscicula oniscicula ist eine Art der Spulwürmer und einziger Vertreter der Gattung Oniscicula. Er ist ein Parasit der Leibeshöhle bei Asseln der Familie Oniscidae. Außer der Erstbeschreibung gibt es keine Literatur über die Art, die Bestimmungsbücher des Commonwealth Institute of Helminthology haben sie nicht aufgenommen.

## Merkmale
Die Mundöffnung wird von drei scharfen Lippen umgeben. Der Ösophagus ist zylindrisch mit einem kleinen Vorhof und einem birnenförmigen Bulbus. Die Ausscheidungspore liegt hinter dem Bulbus.
Weibchen sind 5 mm lang. Der Geschlechtsapparat ist paarig. Die Vulva ragt über die Körperoberfläche, die vordere Lippe etwa 54 µm, die hintere 38,5 µm. Die beiden Uteri divergieren. Das vordere Ovar liegt neben dem Ösophagus, das hintere dahinter. Der Ovijektor ist kurz. Die Eier sind rauschalig, embryoniert und 250 × 38,5 mm groß.
Männchen sind 2 mm lang. Der Pharynx ist 5 µm  lang, der Ösophagus 400 µm lang und 100 µm dick. Der Anus liegt 170 µm vor dem Hinterende. Vor ihm liegt ein Papillenpaar, neben ihm drei und hinter ihm sechs. Die beiden Spicula sind 160 µm lang und 8 µm dick. Das Gubernaculum ist pfeilförmig, 90 µm lang und an der Basis 12 µm dick. Der Ejakulationskanal ist 400 µm lang, der Ductus deferens 500 µm. Die Hoden liegen im Bereich des Ösophagus, sind an einem Ende umgebogen und haben zusammen ein Volumen von 1 mm3.